# مقاومة الأشعة
مقاومة الأشعة أو المقاومة الإشعاعية أو مقاومة الإشعاع (بالإنجليزية: Radioresistance)‏ هو مُستوى الإشعاع المؤين الذي يستطيع الكائن الحي تحمُلها.
الكائنات الحية المقاومة للإشعاع المؤين (بالإنجليزية: Ionizing-radiation-resistant organisms)‏ وتُدعى اختصارًا IRRO، هي الكائنات التي تحتاجُ إلى جرعة حادة من الإشعاع المؤين لتحقيق تخفيضها بنسبة 90٪ (D10)، حيثُ تكون الجُرعة أكبر من 1000 جراي.
مقاومة الأشعة مُرتفعة بشكلٍ مُدهشٍ في العديد من الكائنات الحية، وذلك عكس وجهات النظر التي اعتُمِدت سابقًا. مثلًا، كشفت دراسة البيئة الحيوانية والنباتية حول منطقة كارثة تشيرنوبيل نتائجَ غير متوقعة من البقاء على قيدِ الحياة للعديد من الأنواع، بالرغم من ارتفاعِ متسويات الإشعاع، كما أظهرت دراسة برازيلية في هضبة في ميناس جرايس التي تحتوي على مستويات إشعاعية طبيعية عالية من رواسب اليورانيوم وجود حشرات ونباتات وديدان عديدة مقاومة للأشعة. يُمكن لبعض أليفات الظروف القاسية مثل المكورة الغريبة المقاومة للإشعاع وبطيئات الخطو تحمل جرعاتٍ عالية من الإشعاع المؤين لدرجة 5000 جراي.

## مقارنة مقاومة الأشعة
| الكائن الحي                | الجرعة القاتلة | LD50                 | LD100     | الصف/المملكة   |
| -------------------------- | -------------- | -------------------- | --------- | -------------- |
| كلب                        |                | 3.5 (LD50/30 days)   |           | ثدييات         |
| إنسان                      | 4–10           | 4.5                  | 10        | ثدييات         |
| جرذ                        |                | 7.5                  |           | ثدييات         |
| فأر                        | 4.5–12         | 8.6–9                |           | ثدييات         |
| أرنب                       |                | 8 (LD50/30 days)     |           | ثدييات         |
| سلاحف برية                 |                | 15 (LD50/30 days)    |           | زواحف          |
| سمك ذهبي                   |                | 20 (LD50/30 days)    |           | سمك            |
| إشريكية قولونية            | 60             |                      | 60        | بكتيريا        |
| صرصور ألماني               |                | 64                   |           | حشرات          |
| بكلويز                     |                | 200 (LD50/30 days)   |           | -              |
| ذبابة فاكهة شائعة          | 640            |                      |           | حشرات          |
| ربداء رشيقة∗               |                | 160-200              | ≫ 500-800 | ديدان أسطوانية |
| أميبيات الحركة             |                | 1٬000 (LD50/30 days) |           | -              |
| هابروبراكون هيبيتور        | 1٬800          |                      |           | حشرات          |
| ميلنسيوم تارديغرادوم       | 5٬000          |                      |           |                |
| مكورة غريبة مقاومة للإشعاع | 15٬000         |                      |           | بكتيريا        |
| ثيرموكوكوس غاماتوليرانز    | 30٬000         |                      |           | بكتيريا قديمة  |